# Byttneria fernandesii
Byttneria fernandesii är en malvaväxtart som beskrevs av C.L. Cristobal. Byttneria fernandesii ingår i släktet Byttneria och familjen malvaväxter. Inga underarter finns listade i Catalogue of Life.